# Qiaodong (Shijiazhuang)

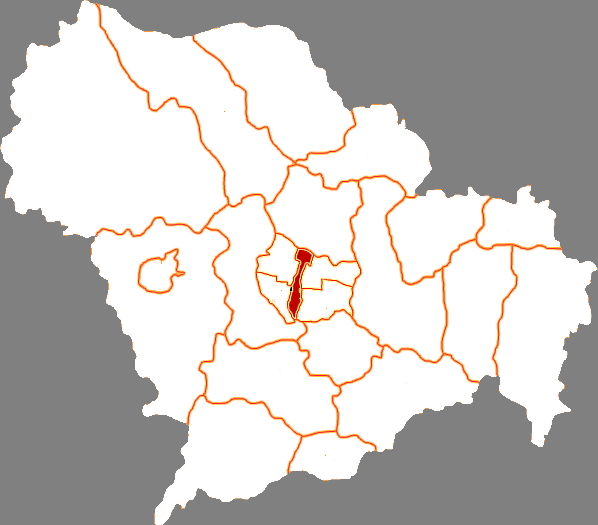
Lage von Qiaodong im District Shijiazhuang

Qiaodong (chinesisch 桥东区, Pinyin Qiáodōng Qū) war ein Stadtbezirk der bezirksfreien Stadt Shijiazhuang der chinesischen Provinz Hebei. Er hatte eine Fläche von 43,07 km², die Volkszählung 2010 ergab eine Bevölkerung von 410.116 Personen.
Per Beschluss der Zentralregierung vom 9. September 2014 wurde der Stadtbezirk aufgelöst. Die Straßenviertel Zhongshan Donglu, Fukang, Jian’an, Shengbei und die Großgemeinde Taoyuan wurden dem Stadtbezirk Chang’an zugeschlagen. Die Straßenviertel Donghua, Xiumen, Penghou, Dongfeng und Huitong gingen an den Stadtbezirk Qiaoxi.